# Autofradates (sàtrapa)
Autofradates (en grec antic Aὐτoφραδάτης, en lici Vatrafradata) era un alt càrrec de la Persia aquemènida, que apareix com a sàtrapa de Lídia (amb seu a Sardes) cap a l'any 391 aC fins a una data incerta abans del 350 aC. Es conserven algunes monedes amb la seva imatge de les ciutats de Làmpsac i Cime, part de la seva satrapia. També apareix a una inscripció a Lícia i un gravat al sarcòfag del comandant lici Paiawa a Xanthos.
Cap a l'any 390 aC va rebre l'encàrrec, junt amb Hecatompos de Cària, de posar fi a la revolta d'Evàgores I de Salamina de Xipre però en aquell moment no el van poder atacar, ja que el rei xipriota disposava d'una flota reforçada. Evàgores es va rendir quan li va semblar, al cap de deu anys. El 368 aC es va revoltar Datames, sàtrapa de Cilícia i Capadòcia, al que es va unir Ariobarzanes de Dascilios, sàtrapa de la Frígia Hel·lespòntica, i Autofradates va ser l'encarregat de combatre les rebel·lions, però amb el suport d'Atenes i d'Esparta les revoltes van anar a més i s'hi van afegir altres sàtrapes incloent Orontes d'Armènia. Finalment Autofradates es va veure obligat a abandonar la lluita l'any 362 aC. El 360 aC Ariobarzanes va ser traït per un dels seus fills, Datames, va ser atacat pels seus propis soldats i Orontes es va rendir a Artaxerxes, i només llavors Autofradates va poder liquidar la revolta.
Segons Flavi Arrià i Quint Curci Ruf, hi havia un sàtrapa dels tapurs al Tabaristan que es deia Autofradates. L'any 330 aC es va rendir a Alexandre el Gran a Hircània i aquest el va reafirmar en la seva satrapia, però cap al 328 aC es va negar a obeir-lo i va ser privat del seu càrrec. Quin Curci l’anomena Fradates.